# Randers og Mariager Fjorde og Ålborg Bugt, sydlige del
Randers og Mariager Fjorde og Ålborg Bugt, sydlige del este o arie protejată (arie de protecție specială avifaunistică — SPA) din Danemarca întinsă pe o suprafață de 39.021 ha, din care 91 % marine.

## Localizare
Centrul sitului Randers og Mariager Fjorde og Ålborg Bugt, sydlige del este situat la coordonatele 56°42′15″N 10°17′38″E / 56.704167°N 10.293889°E.

## Înființare
Situl Randers og Mariager Fjorde og Ålborg Bugt, sydlige del a fost declarat arie de protecție specială avifaunistică în mai 1983 pentru a proteja 25 de specii de animale.

## Biodiversitate
Situată în ecoregiunile continentală și marină Atlantică, aria protejată nu include niciun habitat protejat.
La baza desemnării sitului se află mai multe specii protejate de  păsări (25): acvilă de munte (Aquila chrysaetos), Aythya marila, Branta bernicla hrota, Branta leucopsis, Bucephala clangula, erete de stuf (Circus aeruginosus), Cygnus columbianus bewickii, lebădă de iarnă (Cygnus cygnus), lebădă de vară (Cygnus olor), șoim călător (Falco peregrinus), codalb (Haliaeetus albicilla), rață catifelată (Melanitta fusca), rață neagră (Melanitta nigra), ferestrașul mare (Mergus merganser), vultur pescar (Pandion haliaetus), cormoran mare (Phalacrocorax carbo), bătăuș (Philomachus pugnax), ploier auriu (Pluvialis apricaria), ciocântors (Recurvirostra avosetta), eider (Somateria mollissima), chiră mică (Sterna albifrons), chiră de baltă (Sterna hirundo), Sterna paradisaea, chiră de mare (Sterna sandvicensis), călifar alb (Tadorna tadorna).